# Matěj Zahálka
Matěj Zahálka (4 dicembre 1993) è un ciclista su strada ceco che corre per il team Elkov-Kasper.

## Palmarès

### Strada
- 2022 (Elkov-Kasper, una vittoria)

Campionati cechi, Prova in linea Elite
- 2024 (Elkov-Kasper, una vittoria)

3ª tappa Istrian Spring Trophy (Pisino > Umago)

#### Altri successi
- 2023 (Elkov-Kasper)

ŠKODA CUP - Česká Kamenice

## Piazzamenti

### Competizioni europee
- Campionati europei

Offida 2011 - In linea Junior: 74º
Drenthe 2023 - In linea Elite: 49º
Limburgo 2024 - In linea Elite: ritirato